# Ваља Баденилор (Арђеш)
Ваља Баденилор (рум. Valea Bădenilor) насеље је у Румунији у округу Арђеш у општини Стоенешти. Oпштина се налази на надморској висини од 633 m.

## Становништво
Према подацима из 2002. године у насељу је живело 792 становника, од којих су сви румунске националности.